# Phryganomima noctifer
Phryganomima noctifer là một loài bướm đêm trong họ Crambidae.